# Nuestro Apostolado
Nuestro Apostolado fue una revista editada por el Seminario de Zaragoza bajo la dirección de Hermandad de Sacerdotes Operarios Diocesanos del Sagrado Corazón de Jesús entre los años 1923 al 1949 de periodicidad irregular. 
El beato Lorenzo Insa Celma rector del seminario promovió esta publicación cuyo objetivo era por un lado para dar a conocer el Seminario a los fieles de la diócesis de Zaragoza y por otro para que los seminaristas empezasen a practicar la redacción de artículos. 
179 números de la revista fueros publicados durante los 25 años de existencia.